# 다카야스 동맥염
다카야스 동맥염 또는 타카야수 동맥염(Takayasu's arteritis, TA), 무맥증(pulseless disease)은 육아종 혈관염의 일종이다. 대체로 아시아계의 어리거나 중년인 여성에 영향을 미치지만 누구에게나 발병할 수 있다. 대동맥과 그 가지들에 영향을 준다. 여성이 남성보다 8~9배 더 많이 영향을 받는다.